# Parque nacional de los Bosques de Cantanhez
El Parque Nacional de los Bosques de Cantanhez (en portugués: Parque Nacional das Florestas de Cantanhez) es un espacio protegido creado en marzo de 2007 por el gobierno del país africano de Guinea-Bisáu, específicamente al sur de su territorio cerca de la frontera con Guinea.
El sitio representa el último fragmento de bosque primario en Guinea-Bisáu y el hábitat de varias especies, así como de varias poblaciones de chimpancés; posee un clima tropical con dos estaciones, una lluviosa y otra seca. Ocupa una superficie de 1.067 kilómetros cuadrados.